# Svobodná místa
Svobodná místa je koncertní album českého básníka a hudebníka Pavla Zajíčka. Obsahuje záznam z vystoupení, které odehrál za doprovodu Ivana Achera a Michala Nejtka dne 16. února 2011 v Divadle 29 v Pardubicích. Jako host se koncertu účastnil americký kytarista Gary Lucas. Acher později nahrávku ve studiu do značné míry přepracoval, mj. některé pasáže odebrál a jiné přidal. Nové party tak nahrál kytarista Ivan Manolov a v jedné skladbě zazpívala Jana Vébrová. Autory hudby k zajíčkovým textům jsou Acher a Nejtek. Album bylo pokřtěno samotným Zajíčkem na koncertu k jeho poctě, který se konal 15. dubna 2019 v pražském Paláci Akropolis.

## Seznam skladeb
| Pořadí | Název                                                                                         | Autor                     | Délka |
| ------ | --------------------------------------------------------------------------------------------- | ------------------------- | ----- |
| 1.     | Ani / Neither, Not                                                                            | Pavel Zajíček, Ivan Acher |       |
| 2.     | Mořem hoven / Through a Sea of Shit                                                           | Zajíček, Acher            |       |
| 3.     | Tělo / The Body - Vrosť do stromu / Fused with a Tree                                         | Zajíček, Acher            |       |
| 4.     | Vypitej / Wrecked                                                                             | Zajíček, Acher            |       |
| 5.     | Koulim vočima / Rolling My Eyes                                                               | Zajíček, Michal Nejtek    |       |
| 6.     | Tajemný hostiny / Mysterious Banquets - Co sme? / What We Are?                                | Zajíček, Acher            |       |
| 7.     | Banán prorok / Banana Prophet                                                                 | Zajíček, Nejtek           |       |
| 8.     | Tělo II / The Body II                                                                         | Zajíček, Nejtek           |       |
| 9.     | Papírový aPsolutno / aPsolutely Paper - Seš tu země nepoznaná / Here You're a Country Unknown | Zajíček, Acher            |       |
| 10.    | Instrumental                                                                                  | Acher, Nejtek, Gary Lucas |       |

## Obsazení
- Pavel Zajíček – hlas
- Ivan Acher – preparovaný klavír, previola, sampler, elektrická kytara
- Michal Nejtek – syntezátor, sampler

Hosté
- Ivan Manolov – elektrická kytara (1, 2, 4, 5, 9)
- Gary Lucas – elektrická kytara (6, 7, 8, 10)
- Jana Vébrová – zpěv (9)